# Dipartimento di Sanagasta
Sanagasta è un dipartimento argentino, situato nella parte centrale della provincia di La Rioja, con capoluogo Sanagasta.
Esso confina a nord con il dipartimento di Castro Barros, ad est con quello di Capital, ad ovest con quelli di Chilecito e Famatina.
Secondo il censimento del 2001, su un territorio di 1.711 km², la popolazione ammontava a 2.165 abitanti, con un aumento demografico del 29,80% rispetto al censimento del 1991.
Il dipartimento, come tutti i dipartimenti della provincia, è composto da un unico comune, con sede nella città di Sanagasta, che è anche l'unico centro urbano di una certa rilevanza.